# Trượt ván trên tuyết tại Thế vận hội Mùa đông 2018 - Lòng máng nam
Nội dung lòng máng nam của Thế vận hội Mùa đông 2018 diễn ra từ 13 tới 14 tháng 2 năm 2018 tại Công viên Phoenix Bogwang ở Pyeongchang, Hàn Quốc.

## Kết quả

### Vòng loại
Q — Lọt vào chung kết
12 người đứng đầu lọt vào vòng tranh huy chương.
| Hạng | Thứ tự | Tên               | Quốc gia                     | Lượt 1 | Lượt 2 | Tốt nhất | Ghi chú |
| ---- | ------ | ----------------- | ---------------------------- | ------ | ------ | -------- | ------- |
| 1    | 14     | Shaun White       | Hoa Kỳ                       | 93.25  | 98.50  | 98.50    | Q       |
| 2    | 13     | Scott James       | Úc                           | 89.00  | 96.75  | 96.75    | Q       |
| 3    | 7      | Ayumu Hirano      | Nhật Bản                     | 87.50  | 95.25  | 95.25    | Q       |
| 4    | 10     | Ben Ferguson      | Hoa Kỳ                       | 91.00  | 89.75  | 91.00    | Q       |
| 5    | 8      | Raibu Katayama    | Nhật Bản                     | 85.50  | 90.75  | 90.75    | Q       |
| 6    | 5      | Jan Scherrer      | Thụy Sĩ                      | 84.00  | 16.00  | 84.00    | Q       |
| 7    | 6      | Chase Josey       | Hoa Kỳ                       | 47.75  | 83.75  | 83.75    | Q       |
| 8    | 4      | Jake Pates        | Hoa Kỳ                       | 59.50  | 82.25  | 82.25    | Q       |
| 9    | 15     | Patrick Burgener  | Thụy Sĩ                      | 82.00  | 50.25  | 82.00    | Q       |
| 10   | 1      | Yuto Totsuka      | Nhật Bản                     | 80.00  | 65.25  | 80.00    | Q       |
| 11   | 23     | Peetu Piiroinen   | Phần Lan                     | 14.25  | 77.50  | 77.50    | Q       |
| 12   | 3      | Kent Callister    | Úc                           | 66.75  | 77.00  | 77.00    | Q       |
| 13   | 11     | Taku Hiraoka      | Nhật Bản                     | 26.00  | 75.75  | 75.75    |         |
| 14   | 24     | Lee Kwang-ki      | Hàn Quốc                     | 75.00  | 72.00  | 75.00    |         |
| 15   | 16     | Zhang Yiwei       | Trung Quốc                   | 32.50  | 74.00  | 74.00    |         |
| 16   | 9      | Tim-Kevin Ravnjak | Slovenia                     | 72.50  | 27.00  | 72.50    |         |
| 17   | 2      | Derek Livingston  | Canada                       | 71.25  | 32.75  | 71.25    |         |
| 18   | 25     | Seamus O'Connor   | Ireland                      | 65.50  | 39.75  | 65.50    |         |
| 19   | 12     | Markus Malin      | Phần Lan                     | 30.25  | 63.50  | 63.50    |         |
| 20   | 29     | Nikita Avtaneev   | Vận động viên Olympic từ Nga | 63.25  | 32.75  | 63.25    |         |
| 21   | 28     | Kweon Lee-jun     | Hàn Quốc                     | 58.50  | 62.75  | 62.75    |         |
| 22   | 27     | Nathan Johnstone  | Úc                           | 62.25  | 10.25  | 62.25    |         |
| 23   | 18     | Johannes Hoepfl   | Đức                          | 53.25  | 59.50  | 59.50    |         |
| 24   | 26     | Kim Ho-jun        | Hàn Quốc                     | 54.50  | 10.25  | 54.50    |         |
| 25   | 22     | Tit Štante        | Slovenia                     | 24.50  | 52.25  | 52.25    |         |
| 26   | 21     | Rakai Tait        | New Zealand                  | 36.50  | 25.75  | 36.50    |         |
| 27   | 20     | Elias Allenspach  | Thụy Sĩ                      | 23.75  | 25.50  | 25.50    |         |
| 28   | 19     | Janne Korpi       | Phần Lan                     | 4.50   | 22.50  | 22.50    |         |
| 29   | 17     | Shi Wancheng      | Trung Quốc                   | 10.00  | 11.75  | 11.75    |         |

### Chung kết
The chung kết diễn ra lúc 11:30 ngày 14 tháng 2 năm 2018. Yuto Totsuka bị chấn thương ở lượt thi thứ hai và không thể hoàn thành chung kết.
| Hạng | Thứ tự | Tên              | Quốc gia | Lượt 1 | Lượt 2 | Lượt 3 | Tốt nhất | Ghi chú |
| ---- | ------ | ---------------- | -------- | ------ | ------ | ------ | -------- | ------- |
| 1    | 12     | Shaun White      | Hoa Kỳ   | 94.25  | 55.00  | 97.75  | 97.75    |         |
| 2    | 10     | Ayumu Hirano     | Nhật Bản | 35.25  | 95.25  | 43.25  | 95.25    |         |
| 3    | 11     | Scott James      | Úc       | 92.00  | 81.75  | 40.25  | 92.00    |         |
| 4    | 9      | Ben Ferguson     | Hoa Kỳ   | 43.00  | 83.50  | 90.75  | 90.75    |         |
| 5    | 4      | Patrick Burgener | Thụy Sĩ  | 84.00  | 51.00  | 89.75  | 89.75    |         |
| 6    | 6      | Chase Josey      | Hoa Kỳ   | 87.75  | 52.25  | 88.00  | 88.00    |         |
| 7    | 8      | Raibu Katayama   | Nhật Bản | 85.75  | 25.00  | 87.00  | 87.00    |         |
| 8    | 5      | Jake Pates       | Hoa Kỳ   | 47.00  | 82.25  | 27.00  | 82.25    |         |
| 9    | 7      | Jan Scherrer     | Thụy Sĩ  | 31.25  | 80.50  | 70.75  | 80.50    |         |
| 10   | 1      | Kent Callister   | Úc       | 20.00  | 62.00  | 56.75  | 62.00    |         |
| 11   | 3      | Yuto Totsuka     | Nhật Bản | 39.25  | 7.00   | DNS    | 39.25    |         |
| 12   | 2      | Peetu Piiroinen  | Phần Lan | 4.50   | 12.75  | 13.50  | 13.50    |         |